# San Martín de Frómista
San Martín de Frómista és un monestir benedictí situat al municipi de Frómista, a la província de Palència, Castella i Lleó.
Fou fundat al segle xi, any 1066 per Múnia I de Castella, mare de Ferran el Magne de Castella i vídua de Sanç el Major de Navarra, que va redactar el seu testament (1066) deixant part dels seus béns per a la construcció del temple que contemplem en l'actualitat. Però sembla que les obres no es van iniciar fins al voltant de l'any 1100. Al segle xii fou unit a San Zoilo de Carrión com a dependència de Cluny.
Situat al camí de Sant Jaume de Galícia, només en resta l'església, restaurada al segle xix.

## L'edifici
És un petit edifici basilical de tres naus separades per pilars cruciformes, acabades en uns altres tres absis de planta semicircular. El creuer sense sobresortir de la planta, emfatitza amb la disposició d'un cimbori octogonal recolzat en trompes, cobrint-se amb una cúpula. La construcció d'aquest cimbori influí en els de les esglésies romàniques castellanes posteriors. A la façana occidental resulta exòtic el campanar que són dues torres cilíndriques que s'articulen a les cantonades, per a les quals no coneixem cap altre precedent que certes formes de l'arquitectura carolingia o influències del romànic pirinenc.
Vans escalonats en arquivoltes i columnes acodillades, cornises esculturades amb una rica iconografia i capitells historiats responen als plantejaments plàstics que caracteritzen els monuments del romànic ple.
Cal esmentar aquesta escultura monumental de l'interior, que constitueix una de les millors col·leccions de capitells historiats en una església d'aquestes dimensions. Destaquen els de la capçalera i, particularment, l'anomenat capitell de l'Orestíada.

## El capitell de l'Orestíada
Estava ubicat en l'arc de l'absis major de l'església (costat dret). En l'actualitat, es conserva al Museu de Palència. Lamentablement, la morbidesa dels dos nus centrals es va fer mereixedora de la barbàrie i, després del dipòsit del capitell durant la restauració del temple en espera de ser restituït, ambdues figures van ser destruïdes salvatgement. Traslladat al museu de la capital, una còpia, més o menys afortunada, el substitueix des de llavors. A començaments de segle es va insinuar que el taller que va confeccionar aquest exemplar va poder inspirar-se en sarcòfags antics, i que l'estil no va tenir cap continuïtat en la resta de l'obra, llevat de certs modillons del mateix absis.
Aquesta hipòtesi es va confirmar fa poc més de tres dècades, al trobar-se la font d'inspiració directa en un sepulcre tardoromà (segle ii) localitzat en la col·legiata de Santa María de Husillos, a 25 quilòmetres de Frómista, i avui al Museu Arqueològic Nacional. En aquest sepulcre es recreava el tema clàssic de l'Orestíada. Encara que l'escultor no va captar la temàtica representada, va fer una recreació lliure i equilibrada, amb una voluntat de reproduir l'anatomia dels nus. Aquesta adreça clàssica de l'autor que va treballar en Frómista coincideix amb les escultures de la part oriental de la catedral de Jaca, el que ha fet especular amb la possibilitat que es tractés d'un mateix taller itinerant.

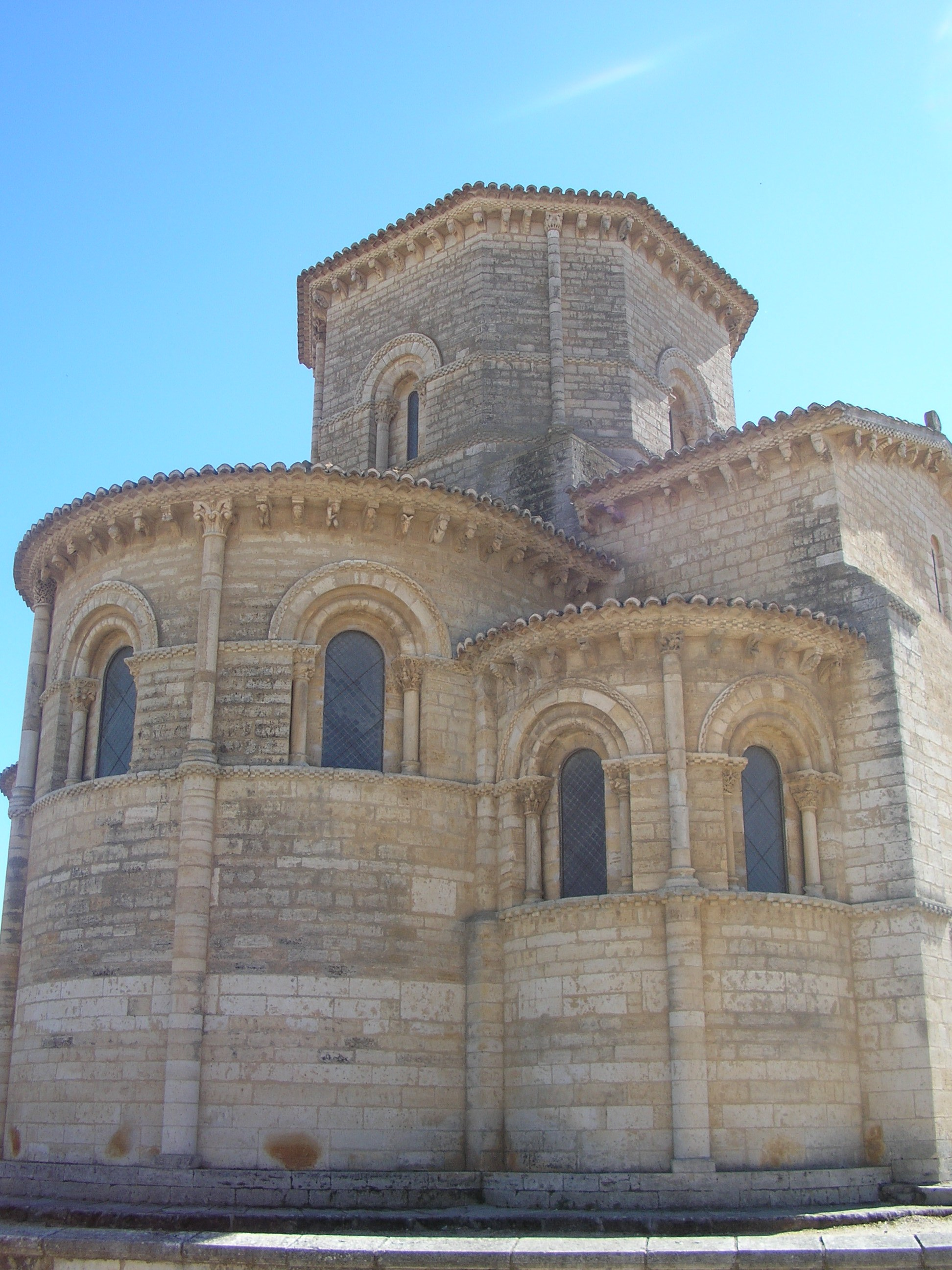
Absis de l'església

## El miracle
En una certa època, el temple de San Martín va ser denominat San Martín del Milagro, a causa que es conservava en l'interior de la seva capella major un reliquiari amb una Sagrada Forma enganxada a una patena. Segons la tradició, el pecat d'un penitent, que desitjava combregar, va impedir al clergue desprendre de la patena la Sagrada Forma que anava a subministrar-li. Reconeixent la seva indisposició per rebre el sagrament, el pecador va haver de confessar les seves faltes i, després de ser absolt, el va poder rebre'l. Això va passar el 25 de novembre de 1453.
Al segle xix, encara es mostrava el sepulcre del penitent davant una de les portes de l'església, així com la patena, ja sense la Forma que no va voler desprendre's. Durant el procés de restauració del temple, a començaments del present segle, es va perdre la resta d'una inscripció moderna (gravada sobre les dovelles de l'arc triomfal de l'absis major) que feia al·lusió a la capella del Miracle.

## Restauració
Amb la Desamortització de 1835, la petita església va entrar ràpidament en un estat de tan preocupant degradació que va obligar al seu tancament, situació que es va mantenir fins a l'última dècada del segle xix. Va ser llavors quan es va dur a terme la intervenció, amb un criteri reconstructiu bastant polèmic que, tanmateix, va respectar les línies definitòries de l'edifici.